# Magnum principium
Papež František vydal z vlastní autority dokument Magnum principium („Velký princip“) ze dne 3. září 2017. Ten upravil Kodex kanonického práva z roku 1983 tak, že přenesl odpovědnost a pravomoc za překlady liturgických textů do moderních jazyků na národní a regionální biskupské konference a omezil roli Dikasteria pro bohoslužbu a svátosti. Návrh byl zveřejněn 9. září 2017 a jeho účinnost nastala 1. října téhož roku.
Ačkoli se přímo týkala pouze liturgických textů, představovala významnou iniciativu v rámci Františkova dlouhodobě prosazovaného programu změny role římské kurie v katolické církvi a podpory „společného rozhodování mezi místními církvemi a Římem“. To, že k dosažení svých cílů použil kanonické právo, svědčí podle liturgistky Rity Ferronové o intenzitě jeho angažovanosti v tomto projektu.

## Pozadí
Katolická církev již několik desetiletí stále častěji používá při liturgii místo latiny lidový jazyk. Posvátná kongregace obřadů, předchůdkyně dikasteria, udělila povolení k používání místních jazyků v několika zemích s rozšiřující se misijní činností, včetně mandarínské čínštiny při mši s výjimkou kánonu v roce 1949 a hindštiny v Indii v roce 1950. Pro jiné obřady než mši svatou udělila povolení k používání francouzského překladu v roce 1948 a německého v roce 1951.
V dokumentu Sacrosanctum Concilium Druhého vatikánského koncilu, který vydal papež Pavel VI. 4. prosince 1963, se hovoří o používání lidového jazyka v souvislosti s potřebou posílit účast laiků na liturgii. Navrhoval větší používání „mateřského jazyka“ shromáždění a pověřil místní skupiny biskupů, aby zvážily úlohu lidového jazyka. „Otevřela možnost jazykové změny, ale nestanovila ji jako povinnou“.
Vzhledem k tomu, že místní skupiny biskupů a vatikánské úřady vedly spory o kvalitu a povahu překladů, instrukce CDW Liturgiam Authenticam, vydaná 28. března 2001 se souhlasem papeže Jana Pavla II., rozhodla, že texty „musí být pokud možno přeloženy celistvě a co nejpřesněji, bez vynechání nebo doplnění jejich obsahu a bez parafrází nebo glos. Jakékoli přizpůsobení se vlastnostem nebo povaze různých místních jazyků má být střízlivé a diskrétní.“ Jedna strana v probíhající diskusi prosazovala filozofii překladu zvanou dynamická ekvivalence, tedy překlad zhruba „smysl za smysl“, spíše než doslovnější překlad slovo za slovo, který podle Jana Pavla byl nutný.
V 21. století se katoličtí biskupové v Německu rozhodli nespolupracovat s komisí, kterou papež Benedikt XVI. ustavil, aby řídila jejich překladatelské úsilí, a poté zjistili, že CDW jejich vlastní překlady odmítla. Odmítnuty byly také francouzské, italské a španělské překlady. CDW také určovala většinu práce a personálního obsazení mnohonárodní komise, Mezinárodní komise pro angličtinu v liturgii (International Commission on English in the Liturgy), vytvořené za účelem tvorby anglických překladů, které se setkaly s kritikou. Japonští biskupové zpochybnili právo Vatikánu posuzovat kvalitu překladu do japonštiny a zpochybnili jak kvalitu posudku, tak i podřízené postavení, do kterého je posudek CDW postavil.

## Text
V Magnum principium papež František nastínil poslání překladatelského úsilí liturgických textů:
Cílem překladu liturgických textů a biblických textů pro liturgii slova je zvěstovat věřícím slovo spásy v souladu s vírou a vyjádřit modlitbu církve k Pánu. Za tímto účelem je třeba sdělit danému lidu jeho vlastním jazykem vše, co církev zamýšlela sdělit ostatním lidem prostřednictvím latiny. Věrnost sice nelze vždy posuzovat podle jednotlivých slov, ale je třeba ji hledat v kontextu celého komunikačního aktu a podle jeho literárního druhu, nicméně některé konkrétní výrazy je třeba posuzovat také v kontextu celé katolické víry, protože každý překlad textů musí být v souladu se zdravou naukou.
Přestože uznal, že latina hraje v katolické liturgii stále důležitou roli, vyjádřil přesvědčení, že podobného postavení mohou dosáhnout i překlady, že se časem „samy lidové jazyky [...] budou moci stát liturgickými jazyky, které budou vynikat elegancí stylu a hloubkou pojmů ne nepodobnou liturgické latině.“
Tam, kde koncilní otcové hovořili o účasti laiků, František píše o „jejich právu na vědomou a aktivní účast na liturgickém slavení“.
Uznal roli CDW a řekl, že k podpoře „bdělé a tvůrčí spolupráce plné vzájemné důvěry“ mezi CDW a biskupskými konferencemi by podle něj „měly být jasněji potvrzeny a uvedeny do praxe některé zásady předávané od dob [II. vatikánského] koncilu“.
Magnum principium upravilo dvě ustanovení kánonu 838 Kodexu kanonického práva. Před úpravami zněla sporná pasáž takto:
§2 Apoštolskému stolci přísluší řízení posvátné liturgie v celé církvi, vydávání liturgických knih, přezkoumání jejich překladů do jiných jazyků a dozor na tím, aby byly liturgické předpisy všude věrně zachovávány.
§3 Biskupským konferencím přísluší opatřovat překlady liturgických textů do jiných jazyků, včetně jejich vhodných úprav v mezích v těchto knihách stanovených a jejich vydávání po předchozím přezkoumání Apoštolským stolcem.
Upravený text zní (zvýraznění v originále):
§2. Apoštolskému stolci přísluší uspořádat posvátnou liturgii všeobecné církve, vydávat liturgické knihy, uznávat úpravy schválené biskupskou konferencí podle právní normy a bdít nad tím, aby se liturgické předpisy všude věrně dodržovaly.
§3. Biskupským konferencím přísluší věrně připravovat verze liturgických knih v místních jazycích, vhodně přizpůsobené ve stanovených mezích, a po potvrzení Apoštolským stolcem schvalovat a vydávat liturgické knihy pro regiony, za které jsou odpovědné.

### Průvodní poznámka
V poznámce, která doprovází vydání Magnum principium a jejímž autorem je arcibiskup Roche, sekretář CDW, se vysvětluje, že CDW byla pověřena potvrzením překladu, že tento proces „ponechává odpovědnost za překlad, o němž se předpokládá, že je věrný, [...] biskupské konferenci“ a „předpokládá kladné hodnocení věrnosti a shody vytvořených textů s latinským textem“. Úkolem CDW je ratifikovat schválení provedené biskupy, nikoli přezkoumávat samotný překlad. CDW má ještě úlohu při přezkoumávání „adaptací“, tj. doplňků liturgických textů, nikoli překladů jako takových. Termín adaptace, jak jej používají liturgisté, se vztahuje na úpravy zavedené do liturgie, aby zahrnovaly nebo odrážely místní kulturu, což může zahrnovat praktiky, pohyb, oděv a hudbu, stejně jako text. Běžnějším termínem pro tento počin je inkulturace. V nótě se také uvádí, že „cílem změn je lépe vymezit role Apoštolského stolce a biskupských konferencí s ohledem na jejich vlastní kompetence, které se liší, ale zůstávají komplementární“.

## Reakce
Christopher Lamb v časopise The Tablet napsal, že „to otevírá možnost, že by anglický Římský misál z roku 2011 – který se dostal do sporu s tvrzením, že Vatikán příliš kontroloval proces – mohl být změněn. Iniciativa bude nyní ležet na místních biskupech.“ V časopise America liturgista John F. Baldovin napsal: „ty konference, které zažívaly napětí s Vatikánem ohledně revidovaných překladů, jako francouzsky a německy mluvící, mají nyní mnohem větší prostor pro rozhodování o tom, co je pro překlad liturgických textů nejlepší.“
Kardinál Blaise Cupich se domníval, že papež František „znovu spojuje církev s Druhým vatikánským koncilem“ tím, že „v tomto dokumentu podává autoritativní výklad koncilu, pokud jde o odpovědnost biskupů za liturgický život církve.“
Kardinál Reinhard Marx z Mnichova-Freisingu řekl, že němečtí biskupové pociťují „velkou úlevu“, a Biskupská konference Německa poděkovala Františkovi za zdůraznění „skutečné doktrinální autority“ biskupských konferencí.

## Postquam Summus Pontifex
Dne 22. října 2021 vydala Kongregace pro bohoslužbu dekret Postquam Summus Pontifex. Dekret je výkladem i opravou předchozích dokumentů, aby se opravilo „vše, co se nachází v rozporu [s Magnum principium] v Institutiones generales a v Prænotanda liturgických knih, jakož i v Instrukcích, Prohlášeních a Notifikacích vydaných tímto dikasteriem podle starých norem §§ 2 a 3 kan. 838“. Tyto změny se týkají například Liturgiam authenticam.